# グリーンパワーインベストメント
株式会社グリーンパワーインベストメント（英: Green Power Investment Corporation）は、トーメン（現在は豊田通商に吸収）常務執行役員および東京電力との合弁子会社ユーラスエナジーホールディングスの創業者兼代表取締役会長であった堀俊夫を中心にトーメン社員らにより設立された。風力発電、太陽光発電事業に取り組んでいる。2023年８月、NTTアノードエナジーとJERAの合弁会社となった。

## 沿革
- 2004年9月1日 - 設立。
- 2006年11月 - 大月ウィンドファーム運転開始。
- 2007年
  - 9月28日 - ウィンドファーム浜田を計画。
  - 9月 - ポーランドのウストカ、スウプスクで出力240MWの風力発電所建設を計画。
- 2008年4月4日 - 欧州での開発展開のため、オランダに総額200億円の風力事業開発投資ファンド・Green Power Development Fund Coöpeartief U.A.を設立。出資者は当社の他、三菱商事、住友信託銀行、日本生命及び日本政策投資銀行。
- 2010年1月26日 -  ウィンドファーム浜田の計画を2010年4月着工、2011年12月完成目標に修正。
- 2011年7月26日 - ソフトバンクグループが10億円を出資し、当社株式を44％保有する筆頭株主となる[2]。
- 2013年6月10日 - 開発中のウインドファーム浜田に三井物産とSBエナジーが参画、完成時期を2015年に修正。
- 2015年2月14日 - ソフトバンクと三菱商事がPattern Energy Group LPに持株を売却[3]。
- 2016年
  - 2月 - 千葉県富津市にてグリーンパワー富津太陽光発電所が運転開始。
  - 2月 - 島根県浜田市にてグリーンパワー金城太陽光発電所が運転開始。
  - 6月 - 島根県浜田市にてウインドファーム浜田が運転開始。
- 2018年3月 - 高知県幡多郡大月町にて大洞山ウィンドファームが運転開始。
- 2019年
  - 8月 - 北海道電力と石狩湾洋上風力発電事業に関する連携協定を締結。
  - 12月 - 東北電力とつがる洋上風力を含む風力発電事業3案件の協業に関する諸契約書を締結。
- 2020年4月 - 青森県つがる市にてウィンドファームつがるが運転開始。
- 2021年3月 - 東北電力がウィンドファームつがるに出資参画。
- 2023年5月 - 岩手県遠野市、住田町にて住田遠野ウィンドファームが運転開始。
- 2023年8月 - Pattern Energy Group LPから、NTTアノードエナジー株式会社および株式会社JERAへ株主が変更[4]
- 2024年1月 - 北海道の石狩湾新港にて石狩湾新港洋上風力発電所の運転開始[5]
- 2024年2月 - 青森県西津軽郡深浦町にてグリーンパワー深浦風力発電所が運転開始。[6]
- 2024年12月 - 青森県沖日本海（南側）における洋上風力発電事業者(つがるオフショアエナジー共同体：株式会社 JERA、株式会社 グリーンパワーインベストメント、東北電力 株式会社)に選定。[7]